# Cryptoprymna multiciliata
Cryptoprymna multiciliata är en stekelart som beskrevs av Huang 1991. Cryptoprymna multiciliata ingår i släktet Cryptoprymna och familjen puppglanssteklar. Inga underarter finns listade i Catalogue of Life.